# 特吕西
特吕西（法語：Trucy，法語發音：[tʁysi]）是法国上法兰西大区埃纳省的一个市镇，位于该省中部略偏南，属于拉昂区。

## 地理
特吕西（49°28'18"N, 3°36'44"E）面积3.01 平方千米，位于法国上法蘭西大區埃纳省，该省份为法国北部内陆省份，北起北部省，西接索姆省和瓦兹省，东临阿登省和马恩省，西南至塞纳-马恩省，东北部与比利时接壤。
与特吕西接壤的市镇（或旧市镇、城区）包括：舍夫勒尼、科利吉-克朗德兰、列尔瓦勒。

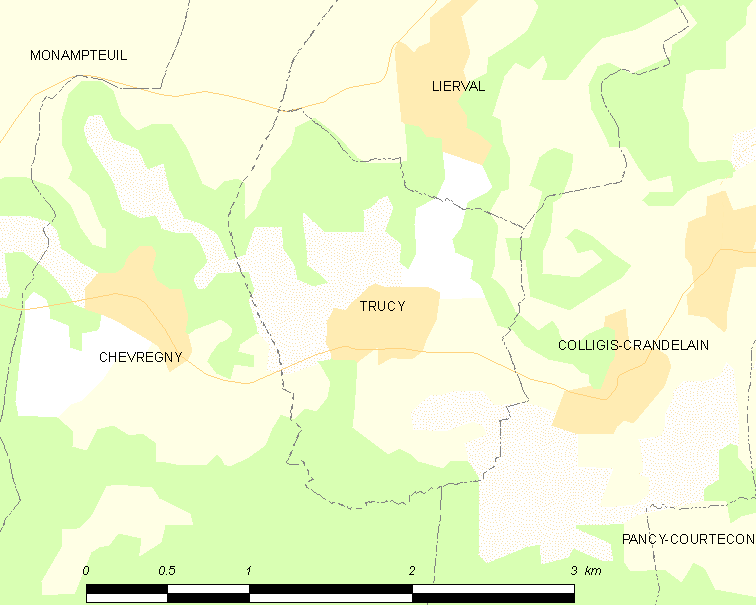
特吕西的OSM定位图

特吕西的时区为UTC+01:00、UTC+02:00（夏令时）。

## 行政
特吕西的邮政编码为02860，INSEE市镇编码为02751。

## 政治
特吕西所属的省级选区为埃纳河畔新城县。

## 人口

1962-2008年间特吕西人口变化图示

特吕西于2022年1月1日时的人口数量为141人。